# Instrumentation
Als Instrumentation (auch Instrumentierung) bezeichnet man die Verteilung der Stimmen einer musikalischen Komposition auf die einzelnen Instrumente. Bei einem Orchesterwerk kann man auch von Orchestration oder Orchestrierung sprechen. Die Theorie der Instrumentation wird Instrumentationslehre genannt.

## Begriff
Der deutsche Begriff Instrumentierung findet sich erstmals 1807 im Kurzgefaßten Handwörterbuch der Musik von H. Chr. Koch, schon drei Jahre später verwendete ihn E. T. A. Hoffmann in seiner Rezension über Beethovens 5. Sinfonie. Die Definitionen des Begriffs reichten damals von „Begleitung der Hauptstimme“ (A. Heyse, 1829) bis zu „korrekt für jedes Instrument schreiben“ (französisch: écrire correctement pour chaque instrument).
Streng genommen kann man bei jedem Musikstück, an dem mehr als ein Instrument beteiligt ist, über die Instrumentation sprechen: Auch in einer Violinsonate ist die Entscheidung, ob das Klavier die Hauptstimme spielt und von der Violine begleitet wird, oder umgekehrt, eine Instrumentationsfrage. Richard Strauss hat auf die Wichtigkeit der Kenntnis von Satztechnik und Stimmführung für die Instrumentation angespielt, als er in seinem Vorwort zu Berlioz’ Instrumentationslehre schrieb:

„Könnte doch jeder, der sich im Orchestersatze versuchen will, gezwungen werden, seine Laufbahn mit der Komposition einiger Streichquartette zu beginnen.“

Heute wird unter Instrumentation auch die Bearbeitung eines Werkes für eine andere Besetzung (zum Beispiel „die Orchestrierung einer Klaviersonate“) verstanden und auch die (Orchester-)Besetzung eines Werks kann als Instrumentation bezeichnet werden („Gustav Mahlers Symphonien sind größer instrumentiert als jene von Mozart“).

## Technik
Die Zuordnung einzelner Stimmen zu bestimmten Instrumenten ist oft Teil der musikalischen Inspiration: Das Cellothema am Anfang von Beethovens 3. Sinfonie oder der Till Eulenspiegel-Hornruf bei Richard Strauss sind Einfälle, deren Instrumentation für den Komponisten sicherlich von Beginn an feststand.
Dagegen steht andererseits die Praxis der Orchestrierung eines Particells, die mit der wachsenden Orchestergröße im 19. Jahrhundert immer mehr an Bedeutung gewann. Richard Wagner brauchte für die Komposition seines Parsifal knapp zwei Jahre, die ausgefeilte Instrumentation des Particells nahm aber noch drei Jahre in Anspruch.
Die Neukomposition eines Orchesterwerks setzt sich in der Regel aus diesen beiden Komponenten zusammen. Eine Ausnahme bildet die Teamarbeit, die besonders bei der Entstehung von Filmmusik stattfindet: Hier erhält der Arrangeur vom Komponisten ein Particell, in dem mehr oder weniger genaue Instrumentationswünsche festgehalten sind und hat allein die Aufgabe, es möglichst korrekt und effektvoll zu orchestrieren.
Für das Erlernen der Instrumentation ist es neben genauer Kenntnis der Instrumentenkunde wichtig, ein gutes Gehör für die einzelnen Klangfarben und ihre Kombinationen zu entwickeln. Als beste Schulung gilt hierbei das genaue Studium der Partituren von Werken, deren Klangbild dem Lernenden gut vertraut ist. Gute Instrumentierer nehmen auch Rücksicht auf die Ausführenden ihrer Werke: So sollten zum Beispiel Bläser immer wieder Pausen haben, um nicht zu schnell zu ermüden, solistische Passagen andererseits sollten nicht nach zu langem Schweigen erfolgen, damit der Musiker gut eingespielt ist, und für den Wechsel zu Nebeninstrumenten sollte dem Musiker genug Zeit gegeben werden.

## Geschichte der Instrumentation

### Renaissance
In der Renaissance wurden Kompositionen fast ausschließlich für die Instrumentenbesetzung geschrieben, die der Komponist vor Ort vorfand. Musik aus dieser Zeit ist meist nicht in Form einer ausgeschriebenen Partitur überliefert. Der Grund dafür liegt hauptsächlich darin, dass Musikstücke nur für die jeweilige Aufführung (meist unter Mitwirkung des Komponisten) geschrieben wurden und eine spätere Verwertung (die eine eindeutige Partitur vorausgesetzt hätte) nicht vorgesehen war. Da aber allen Mitwirkenden an der Aufführung die Besetzung ohnehin klar war, verzichtete der Komponist auf das Notieren des Selbstverständlichen. Die Kompositionen wurden also vom Komponisten instrumentiert und aufgeführt, ihre authentische Gestalt ist aber mangels originaler Partituren für uns heute nur noch schwer rekonstruierbar.

### Barock
Die ältesten Gepflogenheiten der Instrumentation beruhen auf der Zuordnung verschiedener Musikarten zu bestimmten Instrumenten, die aus der Praxis heraus entstanden waren: Jagdmusik wurde von Hörnern gespielt, Schäfermusik von Flöten und Schalmeien (Oboen).
In den Partituren der frühen italienischen Opern (wie Claudio Monteverdis L’Orfeo) finden sich nur sporadische Hinweise zur Instrumentation, deutlich ist aber, dass auch hier den verschiedenen Sphären der Handlung bestimmte Klangfarben zugeordnet werden. Spätere Barockopern, wie jene von Alessandro Scarlatti, haben schon genauere Partituren und eine abwechslungsreiche Orchesterbehandlung. Hier finden sich auch vermehrt typische Effekte wie Tremolo oder Pizzicato in den Streichinstrumenten, um bestimmte Affekte auszudrücken.
In Frankreich führte Jean-Baptiste Lully kurzzeitig den fünfstimmigen Streichersatz mit obligaten Bläsern ein und in Deutschland experimentierten Opernkomponisten wie Reinhard Keiser mit außergewöhnlichen Bläserbesetzungen (wie einer Arie mit fünf Fagotten als Begleitung).
Johann Sebastian Bach benutzte in seinen Orchesterwerken eine chörige Schreibweise, die wohl von der Registrier-Praxis bei der Orgel beeinflusst ist: Streicher bilden eine Gruppe, Holzbläser die zweite und Trompeten und Pauken die dritte. Diese Chöre werden einander gegenübergestellt und im Tutti auch kombiniert, einzelne Instrumente werden aber (abgesehen von dezidiert solistischen Aufgaben) selten aus ihrem Gruppenklang herausgelöst.
Eine häufig verwendete Besetzung des Hochbarock besteht im generalbaßgestützten, vierstimmigen Streichersatz, bei dem die Stimmen der beiden Violinen durch Oboen verstärkt, die Baßstimme durch Violonen oktaviert, durch Fagotte als klangliches Gegengewicht zu den Oboen verstärkt und die Harmonien durch ein Cembalo aufgefüllt werden. Dieses absolut typische Klangbild eines Barockorchesters kann – je nach der intendierten Prachtentfaltung – durch zusätzlich hinzugezogene Instrumente wie Pauken und Trompeten erweitert werden.

### Klassik
Die klassische Orchesterbesetzung wurde vor allem durch die Mannheimer Schule geprägt. Der vierstimmige Streichersatz wurde durch paarweise eingesetzte Oboen und Hörner, Flöten und selbstständig geführte Fagotte (die also nicht länger als Generalbassinstrument schlicht den Bass verdoppeln) ergänzt. In großen Besetzungen wurden Trompeten und Pauken hinzugefügt. Ab den 1770er Jahren verbreitet sich der Gebrauch von Klarinetten auch außerhalb von Paris, Mannheim und London, wo sie zuerst üblich waren.
In den Symphonien von Joseph Haydn finden sich viele Stellen, deren besonderer Gehalt in erster Linie aus der Instrumentation resultiert: Der berühmte Paukenschlag in der gleichnamigen Symphonie ist auch deshalb eine Überraschung, weil Pauken und Trompeten in einem klassischen langsamen Satz kaum verwendet wurden. Haydn schrieb in seinen Memoiren, der kleine und dichte Betrieb in Schloss Esterházy habe ihm ermöglicht, verschiedene musikalische Dinge auszuprobieren, und diese Äußerung ist bestimmt auch auf die Kunst der Instrumentation zu beziehen, deren meisterhafte Beherrschung er in den Londoner Symphonien beweist.
Auch Wolfgang Amadeus Mozarts persönliche Art der Instrumentation, besonders seine charakteristische Behandlung der Blasinstrumente, macht einen großen Teil des Reizes seiner Musik aus. Sie hatte nicht nur auf Ludwig van Beethoven großen Einfluss: Einige Details seiner Kunst, wie die Parallelführung der Holzbläser in Terzen wurden noch von Johannes Brahms imitiert. Als eine typische Instrumentationstechnik der Wiener Klassik gilt außerdem das Wiener Unisono.
In der Tradition der klassischen Instrumentation entstanden auch einige Kammermusik-Werke, namentlich Werke für gemischte Besetzung wie das Septett von Beethoven oder Franz Schuberts Oktett.

### Romantik
Die Entstehung der sogenannten modernen Instrumentation wird in der Regel in der Romantik angesiedelt, als Carl Maria von Weber im Freischütz mit der Verwendung unüblicher Register und Kombinationen neuartige Klangeffekte erzielte. Solche Effekte finden sich allerdings auch schon vereinzelt in den Werken der Wiener Klassik, es sollte also eher von einer Entwicklung als von einer Geburtsstunde gesprochen werden. Zu dieser Zeit wurden auch die ersten großen Instrumentationslehrbücher veröffentlicht und die Möglichkeiten zur Klangbildung wuchsen mit der Entwicklung der Instrumente und ihrer Möglichkeiten und der Orchestergröße. Seit Richard Wagner und Richard Strauss verfügen Komponisten über einen Apparat mit über hundert Musikern, die allerlei Nebeninstrumente zur Verfügung haben und auch die subtilsten Klangkombinationen angemessen wiedergeben können.

### Moderne
Im 20. Jahrhundert entstanden Werke, in denen die Instrumentation völlig im Vordergrund steht: Ravels Boléro lebt allein von der Abwechslung der Klangfarben, ähnlich das Dritte der Fünf Orchesterstücke von Arnold Schönberg, in dem ein Akkord in verschiedenen Kombinationen immer wieder wiederholt wird. Schönberg prägte dazu den Begriff Klangfarbenmelodie.
Was die Größe des Klangkörpers betrifft, so kehrten Strauss in Ariadne auf Naxos oder Igor Strawinski in Histoire du soldat zu kleineren Besetzungen zurück, die aber durchaus orchestermäßig instrumentiert waren. Seit der zweiten Hälfte des 20. Jahrhunderts werden Musikstücke einerseits für konventionell besetzte Orchester oder Kammermusikgattungen komponiert, andererseits existieren unzählige Werke, die für eine ganz bestimmte, ansonsten selten verwendete, Besetzung konzipiert und ausgeführt sind.

## Geschichte der Instrumentationslehre
Michael Praetorius gab im Syntagma musicum mit der genauen Aufzählung aller Instrumente seiner Zeit und deren üblichen Verwendungsgebieten wohl den ersten Anstoß, sich bewusst Gedanken über den Einsatz der verschiedenen Klangfarben zu machen, er schrieb aber dennoch eine Instrumentenkunde. Ebenso rein auf die Möglichkeiten der einzelnen Instrumente ausgerichtet waren die ein Jahrhundert später folgenden pädagogischen Werke über einzelne Instrumente (wie der Versuch einer gründlichen Violinschule oder der Versuch einer Anweisung die Flöte traversiere zu spielen).
Als erstes Lehrwerk für Instrumentation wird bei Ludwig K. Mayer (siehe Literatur) eine Schrift von Valentin Roeser genannt, die 1764 in Paris veröffentlicht wurde: Sein Essai de l’instruction à l’usage de ceux, qui composent pour la clarinette et le cor (Versuch einer Anleitung für jene, die für Klarinette und Horn komponieren) ist ein dünnes Büchlein, in dem auf die klanglichen Kombinationsmöglichkeiten in der Bläserkammermusik und die Verwendung der relativ jungen Klarinette eingegangen wird.
Die ausführliche theoretische Behandlung der Instrumentationslehre begann erst in der Mitte des 19. Jahrhunderts: 1844 veröffentlichte Hector Berlioz seinen Grand Traité d’instrumentation et d’orchestration moderne (Große Abhandlung über die moderne Instrumentation und Orchestration), der das erste Schulwerk dieser Art darstellt und 1904 von Richard Strauss überarbeitet wurde. Er enthält vor allem eine ausführliche Instrumentenkunde, die Tonumfang, Klang und Charakter der Orchesterinstrumente und ihrer einzelnen Register abhandelt. Außerdem behandelt er die Problematik unterschiedlicher Besetzungen und der Anzahl der Spieler in den einzelnen Gruppen, die für eine gute dynamische Balance geeignet sind.
Einen Schritt weiter ging Nikolai Rimski-Korsakow 1913 in seinen Grundlagen der Instrumentation: Er befasste sich auch mit den Kombinationsmöglichkeiten verschiedener Instrumente und der effizienten Verteilung der Einzelstimmen in einem Orchesterakkord, die Berlioz für „nicht lehrbar“ hielt.
Unter neueren Werken der Instrumentationslehre ist besonders die dreizehnbändige Reihe „Die Instrumentation“ von Hans Kunitz (Breitkopf & Härtel, Leipzig, 1956 ff.) zu nennen, die für alle Orchesterinstrumente Geschichte, Tonerzeugung, Klangcharakter, Klangkombinationen und spieltechnische Möglichkeiten mit zahlreichen Beispielen auch aus der Literatur des 20. Jahrhunderts (Orff, Schostakowitsch) beschreibt.